# 漢科薩卡山
16°19′55″S 70°20′32″W / 16.33194°S 70.34222°W
漢科薩卡山（Janq'u Saxa），是秘魯的山峰，位於該國南部莫克瓜大區和普諾大區，由伊丘尼亞區和皮查卡尼區負責管轄，屬於安地斯山脈的一部分，海拔高度4,825米。